# Sassocorvaro
Sassocorvaro település Olaszországban, Marche régióban, Pesaro és Urbino megyében. Lakosainak száma 3437 fő (2018. január 1.). Sassocorvaro Lunano, Mercatino Conca, Monte Cerignone, Tavoleto, Auditore, Macerata Feltria, Piandimeleto, Urbino és Peglio községekkel határos.

## Népesség
A település lakossága az elmúlt években az alábbi módon változott:

| 2017 | 3 465 |
| 2018 | 3 437 |